# Goff Richards
Godfrey (Goff; Geoff) Richards (A.R.C.M.; G.R.S.M.) (St Minver (Cornwall), 18 augustus 1944 - 25 juni 2011) is een Brits componist, muziekpedagoog, dirigent, trombonist en saxofonist.

## Levensloop

### Jeugd en opleiding
Richards werd geboren in een muzikale familie. Vader William Richards was aanvankelijk trombonist en later dirigent van de St Minver Silver Band en zijn moeder Charlotte Richards was 40 jaar organiste in de plaatselijke kerk. Samen met zijn zuster Joyce was hij lid van het kerkkoor. Grote invloed op zijn muzikale ontwikkeling had zijn oom Jack Wills, een destijds bekende arrangeur van klassieke en populaire werken voor brassband. Op 8-jarige leeftijd kreeg hij pianolessen. Op 14 september 1953 hoorde hij samen met zijn vader voor het eerst de National Band of New Zealand, een uitstekende brassband in het "Cornish Stadium" van St. Austell. Godfrey Richards kreeg trombonelessen van Edgar Strout en leerde in dezelfde tijd ook saxofoon spelen. Saxofoon speelde hij ook in een trio met zijn zusje Joyce aan de piano en haar later echtgenoot Ken Buse aan het drumstel in een dansorkest.
Met schoolvrienden van de Bodmin Grammar School richtte hij de muziekgroepen The Syncopated Six en The Temperance Seven op en schreef ervoor de eerste arrangementen. Naast medewerking als zanger in schoolopera's werd hij op advies van de leider van zijn school lid van de The Rockets, een groep van professionele muzikanten uit de regio. In deze groep leerde hij klarinet spelen. Vanzelfsprekend was hij ook trombonist in de St Minver Silver Band en vanaf 1959 ook in The Cornwall Youth Brass Band, toen onder leiding van Dr. Denis Wright.
Richards studeerde trombone van 1962 tot 1965 aan het Royal College of Music in Londen en behaalde zijn diploma als muziekpedagoog aan de Universiteit van Reading.

### Muziekleraar en dirigent
Vervolgens kwam hij terug naar Cornwall en werd op 21-jarige leeftijd muziekdocent aan de "Fowey School". In deze tijd was hij ook dirigent van de St Minver Silver Band en de St Breward Brass-Band. Vier jaar later stichtte hij de "Goff Richards Band" en speelde ermee op cruiseschepen en zij maakten een concertreis door Kenia. Tussendoor werkte hij ook als muziekleraar in St Austell en Newquay in Cornwall. In 1972 kwam hij weer fulltime terug als muziekleraar aan de "Newquay School". Toen werd het al immer drukker met het arrangeren en componeren. In 1975 ging hij voor een half jaar naar Londen. Hij kreeg voor zijn "Goff Richards Band" een contract om in een tophotel op de Seychellen te spelen. Vervolgens werd hij dirigent van de Band in het prestigieuze Water Splash Hotel in Jersey.

### Brassband
In 1970 werd zijn mars Quest voor brassband, met hulp van de componist Malcolm Arnold gepubliceerd. Dat heeft zijn interesse voor dit medium gekweekt. Hij schreef meer werken voor deze orkestvorm. Aan het Salford College of Technology werkte hij later samen met Roy Newsome en David Loukes als docent met een speciale aandacht voor het medium brassband. In deze tijd componeerde hij immer meer en het genre werd daarbij uitgebreid. In 1978 schreef hij het verplicht werk The Aeronauts voor het concours tijdens The West of England Bandsman's Festival at Bugle. Met zijn bewerking van The Sheperds Song voor brassband, gebaseerd op een populair volkslied uit Auvergne, kreeg hij internationale faam. Voor brassbands schreef hij meer dan honderd arrangementen en composities.

### Freelancecomponist
Hij startte toen ook als arrangeur voor het BBC Northern Radio Orchestra en maakte onder andere voor orkest een arrangement van Windmills of Your Mind. Dat was het uitgangspunt voor talrijke compositie- en arrangementsopdrachten. In 1975 stopte hij met het docentenwerk aan het Salford College of Technology en werd sindsdien freelancecomponist en -arrangeur. In de volgende jaren richtte hij vijftien verschillende groepen op, bijvoorbeeld het Goff Richards Orchestra, Burnished Brass, Percussion Plus, The Beergardeners en The Arcadians, meestal voor bepaalde projecten en programma's, verschillende voor BBC Radio en televisie. Hij schreef werken voor bekende artiesten zoals Kings Singers, Swingle Singers, Huddersfield Choral Society, de slagwerker Evelyn Glennie, de bariton Benjamin Luxon alsook voor mannen- en gemengde koren.

### Onderscheidingen
Goff Richards werd in 2002 tot eredoctor van de Universiteit van Salford benoemd. Hij is voorzitter van The South West Brass Band Association en is verbonden aan het Holman Climax Choir, de St Breward Silver Band en The Cornwall Youth Brass Band.
In december 2006 ging in Luzern zijn brassbandmusical Juke Box in première.

## Composities

### Werken voor orkest
- Intrada, voor strijkorkest
- Vijf Franse liederen, voor vocaal ensemble en orkest
  1. Là-bas, dans le Limousin
  2. Une gente bergère
  3. L'eau de source
  4. La baylère
  5. A la campagne

### Werken voor harmonieorkest en brassband
- 1979 Christmas piece
- 1979 Simple Gifts – Lord of the Dance
- 1981 Stage Centre
- 1982 Trailblaze
- 1984 The Aeronauts (verplicht werk bij de "British Brass Band Championships" 1978 in 2e sectie)
- 1985 A Saddlewort Festival, ouverture voor brassband
- 1990 Cross Patonce (verplicht werk voor de "North West Open Brass Band Championships")
- 1991 Barnard Castle
- 1991 Rock Music III[4]
- 1992 Crimond, hymne
- 1992 One Day, voor kornet en brassband
- 1992 The Sheperds Song
- 1993 Fanfare for a New Age
- 1993 Pops for Brass
- 1994 Hollywood
- 1995 Suite Homage to the noble grape, voor eufonium en brassband
  1. Champagne
  2. Chablis
  3. Chianti
  4. Hock (voor Es bas solo en brassband)
  5. Spanish brandy "Fundadore"
- 1996 The Maid of the Moor "Demelza", voor kornet en brassband
- 1997 Brass Ablaze, mars
- 1997 Brass Blues
- 1999 Reach for the Stars!
- 2000 The River of Time
- 2000 A String O’Blethers, voor gemengd koor en brassband
- 2000 Rainy Day in Rio, voor bastrombone en brassband
- 2001 Camberley
- 2001 Northern Festival
- 2003 A Special Place
- 2004 Hymns of Praise
  1. Prayer of St. Francis
  2. Shine Jesus, shine
- 2007 Doyen, voor harmonieorkest
- 2007 Midnight Euphonium, voor eufonium en brassband
- 2007 Splinky Splanky, voor harmonieorkest
- 2009 Dizzie Lizzie, voor trombone en brassband
- A Buffalo Bill Bonanza
- A Disney Fantasy
- A Disney Spectacular
  1. Be Our Guest
  2. Just A Spoonful of Sugar
  3. Bella Notte
  4. Beauty & The Beast
  5. Bibbidi-Bobbidi-Boo
  6. A Whole New World
  7. Under the Sea
- A Yorkshire Fantasy
- All Creatures Great and Small
- And The Band Played On
- Armenian Fire Dance, voor kornet solo en brassband
- Atlantic Quest, mars
- Bishop's Blaize
- Blast!
- Brass Intrada
- Breezin Down Broadway, voor brassband (opgedragen aan zijn oom Jack Wills)
- Calling Cornwall
- Celebration
- Celtic Knots
- Confection for Brass
- Continental Caprice
- Cossack Dance
- Country Scene
- Dark-haired Marie, voor kornet solo en brassband
- Elvis Lives
- Elvis Rocks
- Exploding Brass!
- Flying Fingers, voor 3 kornetten en brassband
- Flying Home, duet voor eufonium en brassband
- Hamabe No Uta (Song of the Seashore), voor eufonium en brassband
- Harmony in Brass
- H.S.B. March
- It’s Showtime
- James Bond Collection
- Justice with Courage
- Kirkby Lonsdale, mars
- Kumbayah, hymne
- Lee Fair
- Let's Face the Music and Dance
- Little Red Bird, voor eufonium en brassband
- Londonderry Air, voor kornet en brassband
- Love duet "Wenn Du mich liebst", uit het musical Juke Box voor kornet, eufonium en brassband
- Marchamba
- Marching through Georgia
- Meet the Flintstones
- Mythic Trevithic
- Night Life: Times Gone By
- Nottingham, hymne
- Oceans (verplicht werk voor "British Brass Band Championships" 2009 (National Finals))
- Olympic Fanfare and Theme
- Pasadena
- Pendennis
- Rock Around the Croc!
  1. Rock Around the Clock
  2. See You Later Alligator
- Rock Music 1
- Royal Duchy
- Russky Percusky, voor slagwerk en brassband
- Scarborough Fair
- Silver Mountain
- Song for Friends
- Stanhope Celebration
- Swing when you're winning
- Taylor Made
- The Celt of Glencoe
- The European, mars
- The Golden Lady[5]
- The Jaguar
- The Saints
  1. St. Petroc
  2. St. Breward
  3. St. Menefreda
- The Spirit of Youth!
- Triple Gold
- Two Christmas Fanfares
- Voyage of Discovery (verplicht werk tijdens de regionale Britse brassband kampioenschappen in 2006 in 1e afdeling)
- Zimba Zamba, voor marimba solo en brassband

### Muziektheater

#### Musicals
- 2006 Juke Box – première: december 2006, Luzern

### Werken voor koren
- Counting the Days to Christmas, voor gemengd koor
- Psalm 150, voor gemengd koor en piano
- Sweet Thames Suite, voor gemengd koor

### Kamermuziek
- Caprice, voor kornet en piano
- Little Swiss Suite, voor koperkwartet
- Pastorale, voor kornet en piano
- Pokarekare Ana, voor kornet (of trompet) en piano
- Vivid Colours, voor koperkwintet

## Media
Armenian Fire Dance.mp3[dode link]